# Lucas Gourna-Douath
Lucas Gourna-Douath, född 5 augusti 2003, är en fransk fotbollsspelare som spelar för Roma, på lån från Red Bull Salzburg.

## Karriär
Gourna-Douath började spela fotboll i Lieusaint som femåring och spelade som ung därefter för Sénart-Moissy och Torcy innan han 2018 kom till Saint-Étienne. Som 16-åring debuterade Gourna-Douath för klubbens reservlag.
Den 6 maj 2020 skrev Gourna-Douath på sitt första proffskontrakt med Saint-Étienne; ett kontrakt fram till 2023. Gourna-Douath debuterade i Ligue 1 den 12 september 2020 i en 2–0-vinst över Strasbourg, där han blev inbytt i den 87:e minuten mot Adil Aouchiche. Gourna-Douath spelade sin första match från start den 8 november 2020 i en 2–1-förlust mot Lyon, där han bildade centralt mittfält med Yvan Neyou.
Den 13 juli 2022 värvades Gourna-Douath av Red Bull Salzburg, där han skrev på ett femårskontrakt. Den 3 februari 2025 lånades Gourna-Douath ut till Serie A-klubben Roma på ett låneavtal över resten av säsongen 2024/2025.